# NGC 5547
NGC 5547 é uma galáxia espiral (S/P) localizada na direcção da constelação de Ursa Minor. Possui uma declinação de +78° 36' 06" e uma ascensão recta de 14 horas, 09 minutos e 45,1 segundos.
A galáxia NGC 5547 foi descoberta em 20 de Dezembro de 1797 por William Herschel.